# Groupement II/6 de Gendarmerie mobile
Le groupement  II/6 (GGM II/6) est le deuxième groupement de Gendarmerie mobile de la sixième région zonale de gendarmerie de Marseille. Il est implanté à Hyères (83). Il comporte 7 escadrons situés en Provence-Alpes-Côte d'Azur, dont 2 escadrons qualifiés montagne.

## Implantation des unités
- Var (83)
  - EGM 21/6 à Hyères
  - EGM 22/6 à Hyères
  - EGM 27/6 à Hyères
- Alpes-Maritimes (06)
  - EGM 23/6 à Grasse
  - EGM 24/6 à Antibes
- Alpes-de-Haute-Provence (04)
  - EGM 25/6 à Digne-les-Bains (comporte un peloton montagne)
- Hautes-Alpes (05)
  - EGM 26/6 à Gap (comporte un peloton montagne)

## Historique

### Projections
Le GGM II/6 a été engagé dans des missions de maintien de l'ordre et d'intervention dans les DOM-TOM et en opérations extérieures
- Opération Licorne - Côte d'ivoire (2004, 2007, 2010 à 2011)
- Nouvelle-Calédonie (2005, 2018)
- Opération Trident - Kosovo (2008)
- Martinique (2009)
- Corse (2001 - 2010 - 2016)
- Afghanistan (2012)
- Opération Sangaris - République centrafricaine (2014)
- Guyane (2000 - 2001 -2017)
- Mayotte (2019)
- Guadeloupe (2010 - 2020)

### Appellations
- Groupement II/6 de Gendarmerie mobile (depuis 1er janvier 1991)

### Chefs de corps
- Lieutenant-Colonel Blanchard (1992-1995)
- Lieutenant Colonel Gilles Miramon (1995-1997)
- Lieutenant-Colonel Jean-François Hardouin (1997-2000)
- Lieutenant Colonel Charles Mammi (2000-2003)
- Lieutenant-Colonel Pierre Casaubieihl (2003-2006)
- Lieutenant-Colonel Philippe Cholous (2006-2009)
- Lieutenant-Colonel Philippe Leclerc (2009-2013)
- Colonel Christophe Beyl (2013-2016)
- Colonel Emmanuel Gerber (2016-2019)
- Colonel Fabrice Gaeng (2019-2022)
- Colonel Richard Van Cauwenberghe (2022-)